# Hotel Oásis
Hotel Oásis ou Quitandinha do Sul foi um hotel de luxo construído pelo alemão Hermann Gehrmann no município brasileiro de Pomerode, em Santa Catarina, na década de 1950.

## História
Hotel Oasis, um dos mais luxuosos do Brasil, sinônimo de glamour em Santa Catarina no período de 1940 e 1950, dirigido por Hermann Gehrmann e o irmão Heinrich Gehrmann, empresários alemães. Foi concebido em forma de Castelo, também chamado de Quitandinha do Sul, devido possuir um cassino, restaurante e, salão de festas, com bailes carnavalescos de máscaras e casamentos.
como por exemplo: Getúlio Vargas, Jânio Quadros e, . Somente frequentavam por pessoas de alto poder aquisitivo, visto o alto valor no estabelecimento.
O Hotel Oásis era comparado à magnitude do Palácio Quitandinha, de Petrópolis, no Rio de Janeiro. O estabelecimento reunia políticos e celebridades,  como por exemplo alguns presidentes do Brasil, entre eles: Jânio Quadros, Getúlio Vargas, Irineu Bornhausen e, Café Filho. Este atendido no hotel durante o período de inauguração da estrada de ferro de Santa Catarina.
Imortalizado no livro "Oásis Erinnerungen - Lembranças do Oásis", da escritora e jornalista Bettina Riffel.[carece de fontes?]